# Nashville (Tennessee)
Nashville is de hoofdstad van de Amerikaanse staat Tennessee. De stad had 670.820 inwoners in 2019, waarmee het qua inwoneraantal de grootste stad van de staat is. In de agglomeratie wonen 1.930.961 mensen (2018).
In Nashville bevinden zich verscheidene universiteiten, waaronder Fisk University, de University of Nashville, Tennessee State University en Vanderbilt University. Nashville heeft een levendige muziek- en entertainment scene, verspreid over diverse genres, en staat daarbij bekend als de hoofdstad van de country.
Al 1400 jaar v.Chr. bouwden indianen de eerste nederzettingen in de omgeving van het huidige Nashville. Na een onrustige periode werd het huidige Nashville daadwerkelijk gesticht in 1779; in 1806 werd het als stad aangemerkt. In 1859 werd het Tennessee State Capitol voltooid. In 1998 en 2020 werd de stad getroffen door een tornado.

## Demografie
Van de bevolking is 11 % ouder dan 65 jaar en bestaat voor 33,8 % uit eenpersoonshuishoudens. De werkloosheid bedraagt 2,9 % (cijfers volkstelling 2000).
Ongeveer 4,7 % van de bevolking van Nashville bestaat uit hispanics en latino's, 26,8 % is van Afrikaanse oorsprong en 2,4 % van Aziatische oorsprong.
Het aantal inwoners steeg van 488.188 in 1990 naar 545.524 in 2000.
Er is ook een van de grootste gemeenschappen van Koerden.

## Klimaat
In januari is de gemiddelde temperatuur 2,3 °C, in juli is dat 26,3 °C. Jaarlijks valt er gemiddeld 1201,4 mm neerslag (gegevens op basis van de meetperiode 1961-1990).

## Muziek
Nashville is een belangrijke muziekstad en een van de twaalf afdelingen (chapters) van de National Academy of Recording Arts and Sciences. De stad kent de bijnaam Music City en wordt ook wel de hoofdstad van de countrymuziek genoemd, al is dit niet het enige muziekgenre dat de inwoners en bezoekers voortbrengen.
Nashville herbergt de volgende museums en instellingen op muziekgebied:
- Music City Walk of Fame
- Musicians Hall of Fame and Museum
- Nashville Songwriters Hall of Fame
- Country Music Hall of Fame and Museum c.q.Country Music Hall of Fame
- Rockabilly Hall of Fame
- Gospel Music Hall of Fame

## Sport
Nashville heeft drie sportclubs die uitkomen in een van de vijf grootste Amerikaanse profsporten. Het gaat om:
- Nashville Predators (ijshockey)
- Tennessee Titans (American football)
- Nashville SC (voetbal)

## Bekende inwoners van Nashville

### Geboren

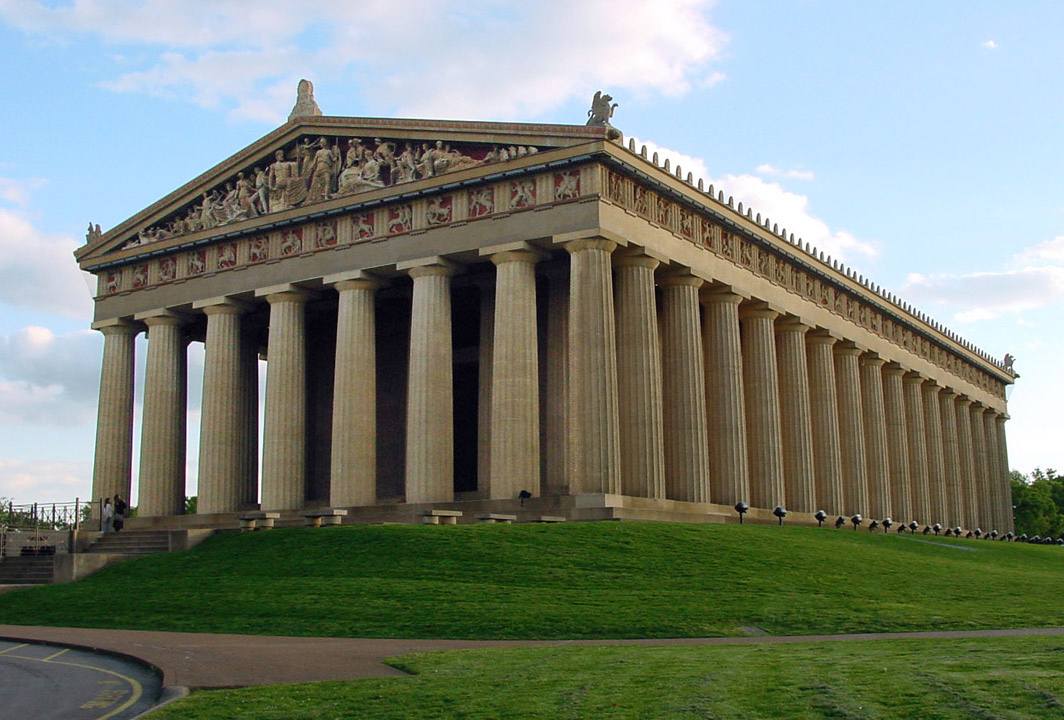
Parthenon

- William Walker (1824-1860), avonturier
- Edward Emerson Barnard (1857-1923), astronoom
- David B. Eskind (1909-1992), tekstschrijver
- Lona Andre (1915-1992), actrice
- Nancy Roman (1925-2018), astronoom
- Robert Ryman (1930-2019), kunstenaar
- Bob Moore (1932-2021), contrabassist
- Warner Mack (1935-2022), countryzanger en songwriter
- Bobby Hebb (1938-2010), jazz-singer-songwriter
- Jerry Jarrett (1942-2023), worstelpromotor en professioneel worstelaar
- Edwin Starr (1942-2003), soulzanger
- Duane Allman (1946-1971), gitarist
- Bill Frist (1952), politicus
- Annie Potts (1952), actrice en filmproducente
- Cynthia Rhodes (1956), actrice en zangeres
- Paul Satterfield (1960), acteur
- James Denton (1963), acteur
- Bobby Bare jr. (1966), zanger, songwriter en producer
- Sydney Penny (1971), actrice
- Hank Williams III (1972), zanger
- Susan Yeagley (1972), actrice
- Lark Voorhies (1974), actrice
- Shooter Jennings (1979), zanger en songwriter
- Ashley Whitney (1979), zwemster
- Young Buck (1981), rapper
- Holly Williams (1981), zangeres
- Meg Myers (1986), singer-songwriter
- Chord Overstreet (1989), acteur, zanger en muzikant
- Willa Fitzgerald (1991), actrice
- Miley Cyrus (1992), actrice en singer-songwriter
- Natalia Dyer (1995), actrice
- Noah Cyrus (2000), actrice en zangeres
- Alex Walsh (2001), zwemster
- James Wiseman (2001), basketballer

### Overleden
- Dottie West (1991), zangeres
- James Earl Ray (1998), moordenaar Martin Luther King
- Tammy Wynette (1998), zangeres
- Chet Atkins (2001), gitarist en muziekproducer
- Johnny Cash (2003), countryzanger, gitarist, singer-songwriter, acteur en auteur
- June Carter Cash (2003), Amerikaans zangeres, tekstdichter, lid van Carter Family, echtgenote van Johnny Cash
- Boots Randolph (2007), saxofonist
- Eddy Arnold (2008), zanger
- Dobie Gray (2011), acteur en soulzanger
- Jack Clement (2013), zanger, songwriter, muziekproducent, filmproducent en scriptschrijver
- George Jones (zanger) (2013), countryzanger
- Paul Craft (2014), zanger en songwriter
- Wayne Carson (2015), songwriter
- Little Jimmy Dickens (2015), zanger
- Sonny James (2016), zanger
- Leon Russell (2016), popmuzikant
- Rachel Held Evans (2019), schrijfster
- John Prine (2020), zanger, gitarist en songwriter